# MACS1149-JD1
MACS1149-JD1 (ou JD1 aussi connu sous le nom de PCB2012 3020) est une galaxie très lointaine, l’une des plus éloignées jamais observées depuis la Terre.

## Description
Il s'agit d'une jeune galaxie, qui s’est formée il y a environ 500 millions d’années après le Big Bang, ce qui en fait une des premières galaxies de l’univers.
Elle est observée telle qu'elle était il y a 13,28 milliards d’années. Cette galaxie a été découverte en 2014 sur les images du programme Frontier Fields du téléscope spatial Hubble. En 2018, une équipe co-dirigée par Takuya Hashimoto et Nicolas Laporte ont confirmé la nature et la distance de cette galaxie avec des ALMA.